# Liste der Monuments historiques in Valff
Die Liste der Monuments historiques in Valff führt die Monuments historiques in der französischen Gemeinde Valff auf.

## Liste der Bauwerke
| Bezeichnung            | Beschreibung                                                      | Standort              | Kennzeichnung | Schutzstatus | Datum | Bild           |
| ---------------------- | ----------------------------------------------------------------- | --------------------- | ------------- | ------------ | ----- | -------------- |
| Kapelle Ste-Marguerite | gotischer Chor, 14. oder 15. Jahrhundert, Schiff um 1566          | Rue Principale (Lage) | PA00085205    | Inscrit      | 1932  | weitere Bilder |
| Kirche St-Blaise       | Tur, drittes Viertel ds 12. Jahrhunderts, Schiff und Chor um 1740 | Rue du Château (Lage) | PA00085206    | Inscrit      | 1986  | weitere Bilder |

## Liste der Objekte
| Bezeichnung               | Beschreibung | Standort                             | Kennzeichnung | Schutzstatus | Datum | Bild           |
| ------------------------- | --- | ------------------------------------ | ------------- | ------------ | ----- | -------------- |
| Pietà                     | Holz, farbig gefasst, 15. Jahrhundert                                                                                                 | in der Kapelle Ste-Marguerite (Lage) | PM67000417    | Classé       | 1988  |                |
| Skulptur Madonna mit Kind | Holz, farbig gefasst, 16. Jahrhundert                                                                                                 | in der Kapelle Ste-Marguerite (Lage) | PM67000416    | Classé       | 1988  |                |
| Kruzifix                  | Holz, farbig gefasst und vergoldet, 18. Jahrhundert                                                                                   | in der Kirche St-Blaise (Lage)       | PM67000415    | Classé       | 1988  |                |
| Hauptaltar                | Altartisch, Tabernakel, Retabel, Gemälde und zwei Skulpturen; Holz, farbig gefasst und vergoldet, sowie Ölfarbe auf Leinwand, um 1740 | in der Kirche St-Blaise (Lage)       | PM67000418    | Classé       | 1982  | weitere Bilder |
| Orgel                     | Prospekt 1787 von Conrad Sauer gebaut                                                                                                 | in der Kirche St-Blaise (Lage)       | PM67001122    | Inscrit      | 1988  | weitere Bilder |
| Orgelprospekt             | 1787 von Conrad Sauer gebaut | in der Kirche St-Blaise (Lage)       | PM67001123    | Inscrit      | 1988  | weitere Bilder |
| Zwei Beichtstühle         | Holz, bemalt, 18. Jahrhundert | in der Kirche St-Blaise (Lage)       | PM67001385    | Inscrit      | 1988  |                |
| Chorbänke                 | Holz, bemalt, 18. Jahrhundert | in der Kirche St-Blaise (Lage)       | PM67001384    | Inscrit      | 1988  | weitere Bilder |
| Zwei Seitenaltäre         | jeweils Altartisch, Retabel, Skulptur und Gemälde; Holz, farbig gefasst und vergoldet, sowie Ölfarbe auf Leinwand, um 1740            | in der Kirche St-Blaise (Lage)       | PM67000410    | Classé       | 1982  | weitere Bilder |
| Kanzel                    | Holz, bemalt und vergoldet, erste Hälfte des 18. Jahrhunderts                                                                         | in der Kirche St-Blaise (Lage)       | PM67000414    | Classé       | 1988  |                |